# Manuel Maria Bordalo Pinheiro
Manuel Maria Bordalo Pinheiro (Santa Justa (Lisboa), 28 de Novembro de 1815 - Santa Maria de Belém, 30 de Janeiro de 1880) foi um pintor e gravador português, pai de Columbano Bordalo Pinheiro e Rafael Bordalo Pinheiro.

## Biografia
Primeiro oficial de secretaria da Câmara dos Pares e sócio de mérito da Academia Real de Belas Artes, evidencia-se no séc. XIX como um dos mais curiosos representantes da arte romântica em Portugal deixando um número apreciável de telas e pinturas de feição holandesa e de estilo flamengo, para além de pequenos quadros histórico-anedóticos. É extraordinário o número de quadros, dos quais alguns foram premiados em diversas exposições no estrangeiro. Talvez o seu maior contributo resida no esforço empreendido no renascimento da gravura em madeira, arte que estava esquecida entre nós.
Apareceram obras poéticas e jornais literários ilustrados sob a sua direcção, tais como o semanário "A Época" e o primeiro Jornal de Belas Artes e colaborou com Alexandre Herculano na fundação do Panorama. Além das ilustrações e desenhos dispersos, durante muito tempo desenhou os trajes e figurinos para o Teatro de São Carlos e D. Maria II e traduziu algumas peças entre elas "O Duende", que obteve grande êxito.

## Família
Filho de Manuel Félix de Oliveira Pinheiro (1774-1845), doutor em Direito, advogado e Primeiro Presidente da Associação dos Advogados de Lisboa, e de D. Jacinta Adelaide Herculana de Almeida Bordalo Alvarez y Asturias (1779-1839), neto paterno de Manuel José Esteves Pinheiro e D. Teresa Caetana de Oliveira, materno de António Mendes Bordalo e D. Teresa Cláudia Inocência de Paula de Almeida. Dentro dos vários irmãos que teve, um deles foi António Miguel Bordalo Pinheiro (falecido aos 56 anos a 7 de Maio de 1867 na freguesia de São José, Lisboa).
Casou em 11 de janeiro de 1840, na Igreja Paroquial de São José, Lisboa, com D. Augusta Maria do Ó de Carvalho Prostes (São Nicolau, Lisboa, 18 de Dezembro de 1825 - 15 de Setembro de 1876), filha de de Henrique Jerónimo de Carvalho Prostes e de D. Maria Bárbara da Conceição Soares Prostes, de quem teve 9 filhos: 
- Maria Augusta de Prostes Bordalo Pinheiro (Sacramento, Lisboa, 14 de Novembro de 1840 - 22 de Outubro de 1915), pintora e rendilheira, morreu solteira;
- Maria José Prostes Bordalo Pinheiro (Sacramento, Lisboa, 1 de Novembro de 1842 - ?), casou com Henrique Jerónimo de Carvalho Prostes, com geração;
- Rafael Augusto Prostes Bordalo Pinheiro (São José, Lisboa, 21 de Março de 1846 - Sacramento, Lisboa, 23 de Janeiro de 1905), caricaturista, ceramista e decorador, casou com D. Elvira Ferreira de Almeida, com geração;
- Feliciano Henrique Prostes Bordalo Pinheiro (São José, Lisboa, 2 de Agosto de 1847 - São José, Lisboa, 18 de Abril de 1905), coronel de Artilharia, professor da Escola do Exército, Director dos Serviços de Obras Públicas de Macau, fundador da Real Fábrica de Louças de Caldas da Rainha, Oficial da Ordem de Avis, Cavaleiro da Ordem de Cristo e Santiago, casou com D. Joana Sílvia da Cunha, com geração
- Manuel Maria Prostes Bordalo Pinheiro (São José, Lisboa, 23 de Janeiro de 1850 - ?), cirurgião médico pela Escola de Lisboa e no Hospital de São José, comissionário no Ultramar, professor na Escola de Medicina de Goa, subdelegado de saúde, casou sem geração, tendo um filho natural com Maria Augusta Gomes;
- Filomena Augusta Prostes Bordalo Pinheiro (São José, Lisboa, 8 de Abril de 1854 - 8 de Agosto de 1933), casou com Alfredo Nicoleta Travassos Valdez, com geração;
- Columbano Augusto Prostes Bordalo Pinheiro (Cacilhas, Almada, 21 de Novembro de 1857 - 6 de Novembro de 1929), pintor, casou com D. Maria Emília, sem geração;
- Maria Amélia Prostes Bordalo Pinheiro (São José, Lisboa, 14 de Julho de 1855 - ?), casou com Henrique Lopes de Mendonça, com geração;
- Tomás Maria Prostes Bordalo Pinheiro (São José, Lisboa, 8 de Setembro de 1861 - 19 de Setembro de 1921), desenhador mecânico, publicista e industrial, habilitado pelo Instituto Industrial de Lisboa, professor, casou com D. Cristina de Melo Manoel da Câmara de Aragão Morais, com geração.

Em 1921 foi proferida uma conferência em homenagem a Manuel Maria Bordalo Pinheiro, seu filho Rafael Bordalo Pinheiro e seu neto Manuel Gustavo Bordalo Pinheiro que resultou na obra Os três Bordalos .

## Morte
Faleceu aos 64 anos de idade no Bairro de Alcolena, freguesia de Santa Maria de Belém, sendo sepultado em jazigo no Cemitério do Alto de São João.